# كريستوفر هيتشنز
كريستوفر إيريك هيتشنز (بالإنجليزية: Christopher Hitchens)‏ (13 أبريل 1949 - 15 ديسمبر 2011) هو مؤلف وكاتب عمود ومقالات وخطيب وناقد أدبي وديني وناقد اجتماعي وصحفي بريطاني-أمريكي. كان هيتشنز المؤلف والمؤلف المساعد والمحرر أو المحرر المساعد لأكثر من 30 كتاب، من ضمنها خمسة مجاميع من المقالات السياسية والثقافية والأدبية. لقد جعل منه الخطاب المناهض في الجدال موضوعًا رئيسيًا في الخطاب العام، مما أدى إلى جعله شخصية فكرية مثقفة ومثيرة للجدل. ساهم في مجلة نيوستيتسمان، ذا نيشن، The Weekly Standard، ذا أتلانتيك، لندن ريفيو أوف بوكس، The Times Literary Supplement، سلايت، Free Inquiry، وفانيتي فير.
بعد أن وصف نفسه بأنه اشتراكي ديموقراطي، وماركسي ومناهض للشمولية، انفصل عن اليسار السياسي بعدما وصفه «رد الفعل الفاتر» لليسار الغربي للجدال الدائر حول رواية The Satanic Verses، متبوعةً باحتضان اليسار لبيل كلينتون والحركة المناهضة لحرب تدخل حلف شمال الأطلسي في البوسنة والهرسك في تسعينات القرن الماضي. كما أن دعمه للحرب على العراق فصله أكثر. تضمنت كتاباته نقد للشخصيات العامة مثل بيل كلينتون، وهنري كسنجر، والأم تريزا وديانا أميرة ويلز. كان الأخ الأكبر للصحفي المحافظ والمؤلف بيتر هيتشنز. كما دعا إلى فصل الكنيسة عن الدولة.
باعتباره ناقد للألوهية، فإنه يعتبر مفاهيم الإله أو القوة العليا معتقدات شمولية تقيد الحرية الفردية. وقال أنه يؤيد حرية التعبير والاكتشاف العلمي، وأنها تتفوق على الدين كمدونة سلوك أخلاقية للحضارة البشرية. وقد أصبحت مقولته الشهيرة «ما يمكن تأكيده بدون دليل يمكن نفيه بدون دليل» معروفةً باسم شفرة هيتشنز.

## الحياة والسيرة الذاتية

### النشأة وتعليمه
ولد هيتشنز في بورتسموث، هامشير. حتى عندما كان طفلًا، لم تكن علاقته جيدة مع أخيه بيتر هيتشنز، المسيحي والصحفي المحافظ. التقى والداه ايرك ايرنست هيتشنز (1909-1987) ويفون جين هيتشنز (1921-1973) في اسكتلندا، عندما كانا يخدمان في البحرية الملكية خلال الحرب العالمية الثانية. غالبًا ما يشير كريستوفر إلى ايريك على انه «القائد». خدم ايريك في سفينة HMS Jamaica والتي شاركت في تدمير البارجة الألمانية Scharnhost في معركة North Cape في 26 ديسمبر 1943. كان كريستوفر يشيد بمشاركة والده في الحرب: «ان إرسال قافلة غازية نازية إلى أعماق البحر هو عمل أفضل من أي عمل قمت به على الإطلاق.» وقال أيضًا ان «التعليق الذي لخصه بأفضل صورة عندما قال أن الحرب التي استمرت من عام 1939 حتى 1945 'هي الفترة الوحيدة التي شعرت فيها أنني اعرف ما أفعل'.» عمل ايريك بعدها محاسبًا لمصنعي القوارب والزوارق السريعة، وفي المدرسة الإعدادية.. وكانت والدته عضوة في الخدمة البحرية الملكية للسيدات.
تطلب عمل والده في البحرية انتقال العائلة من قاعدة إلى أخرى لمرات عديدة في جميع أنحاء بريطانيا وتبعياتها، بما في ذلك إلى مالطا، حيث ولد بيتر هنالك في سليما عام 1951.
التحق هيتشنز في مدرسة ماونت هاوس (والتي تم دمجها الآن إلى مدرسة ماونت كيلي) في تافيستوك، ديفون، من الثامنة من عمره، تلتها مدرسة ليس المستقلة في كامبردج. ومن ثم التحق بكلية باليول في أوكسفورد، حيث دُرِس على يد ستيفن لوكس وانتوني كيني وقرأ في الفلسفة، والسياسة والاقتصاد، مُتَخَرِجًا عام 1970 بشهادة من الدرجة الثالثة. أُعجِبَ هيتشنز في فترة مراهقته برواية ريتشارد لويلين (كم كان وادينا أخضرًا)، ورواية (ظلام في الظهيرة) لآرثر كوستلر، ورواية (الجريمة والعقاب) لفيودور دوستويفكسي، ونقد ر. ه. تاوني في كتاب (الدين وصعود الرأسمالية)، وأعمال جورج أورويل. في عام 1968، اشترك في مسابقة جامعة التحدي على التلفزيون.
في ستينات القرن الماضي، انضم هيتشنز إلى اليسار السياسي بسبب اختلافه حول حرب فيتنام، والأسلحة النووية، العنصرية والأوليغاركية. وأعرب عن تقاربه مع الحركات المعارضة للثقافات والاحتجاجات المدفوعة سياسيًا في الستينات والسبعينات. تجنب هيتشنز استخدام المخدرات الترفيهي في وقتها، قائلًا: «كانت مجموعتي مضادة للمتعة قليلًا... مما جعل الأمر أكثر سهولة للاستفزاز من جانب الشرطة، لأن زرع المخدرات كان شيئًا حدث لكل شخص يعرفه الجميع تقريبًا.» [22] ألهم هيتشنز ليصبح صحفيًا بعد قراءة قطعة كتبها جيمس كاميرون. كان هيتشنز ثنائي الجنس خلال أيام شبابه. وادعى أنه أقام علاقات جنسية مع اثنين من الطلاب في أوكسفورد، ليصبحا فيما بعد وزراء حزب المحافظين خلال الفترة التي أصبحت بها مارغريت ثاتشر رئيسة وزراء، على الرغم من أنه يرفض البوح بأسمائهم للعلن.
انضم إلى حزب العمال البريطاني عام 1965، ولكن سُحِبَ الاعتراف من المنظمة الطلابية لحزب العمال في 1967، بسبب ما أسماه هيتشنز «دعم رئيس الوزراء هارولد ويلسون المهين لحرب فيتنام». تحت تأثير بيتر سيدجويك، الذي ترجم كتابات الثوري الروسي والمنشق السوفيتي فيكتور سيرج، شكل هيتشنز اهتمامًا أيديولجيًا بالتروتسكية والاشتراكية المناهضة لستالين. بعد ذلك بفترة وجيزة، انضم إلى «طائفة لوكسمبورغية صغيرة ولكنها تنمو بعد التروتسكية».

### عمله الصحفي في المملكة المتحدة (1971-1981)
عمل هيتشنز في بداية حياته المهنية مراسلًا لمجلة International Socialism، والتي تُنشَر من قبل International Socialists، الرائدون لحزب العمال الاشتراكي البريطاني اليوم. كانت هذه المجموعة تروتسكية على نطاق واسع، إلا أنها اختلفت عن الجماعات التروتسكية الأرثوذكسية في رفضها الدفاع عن الدول الشيوعية باعتبارها «دول عمالية». كان شعارهم «لا واشنطن ولا موسكو ولكن اشتراكية دولية».
وفي عام 1971 عمل هيتشنز في مجلة Times Higher Education Supplement مراسلًا للعلوم الاجتماعية. اعترف هيتشنز بكرهه لهذا المنصب، وطُرِد بعد قضائه ستة أشهر في هذا العمل. وبعدها عمل باحثًا في سلسة Weekend World لشبكة ITV. في عام 1973 بدأ عمله في مجلة New Statesman، وكان من ضمن زملاؤه الكاتب مارتن اميس، والذي التقى به لفترة وجيزة في أوكسفورد، جوليان بارنيس وجيمس فينتون، الذي عاش معه في نفس البيت في أوكسفورد.[28]في ذلك الوقت، بدأ غداء يوم الجمعة، والذي حضره كتّاب مثل كلايف جيمس، وايان ماكيوان، وكينغسلي اميس، وتيرينس كيلمارتن، وروبيرت كونكويست، وال الفاريز، وبيتر بورتر، وروسل ديفيس ومارك بوكسر. اكتسب هيتشنز سمعة في مجلة New Statesman باعتباره يساريًا، مُقَدِمًا تقارير دولية من مناطق نزاع مثل أيرلندا الشمالية، وليبيا، والعراق.
في نوفمبر 1973، عندما كان في اليونان، غطى هيتشنز الأزمة الدستورية للطغمة العسكرية. وأصبحت المقالة الرئيسية الأولى لهيتشنز في مجلة New Statesman. في ديسمبر 1977، قابل هيتشنز الدكتاتور الأرجنتيني خورخه رافائيل فيديلا، محادثة وصفها لاحقًا بالمرعبة. في عام 1977، عندما كان غير سعيدًا في New Statesman، انضم هيتشنز إلى Daily Express وعمل مراسلًا خارجيًا. عاد إلى New Statesman عام 1979، وأصبح محررا خارجياً.

### كتاباته في الولايات المتحدة (1981-2011)
ذهب هيتشنز إلى الولايات المتحدة عام 1981، كجزء من برنامج تباديل محررين بين New Statesman و The Nation . بعد انضمامه إلى The Nation، كتب هيتشنز انتقادات لاذعة لرونالد ريغان وجورج دبليو بوش والسياسة الخارجية الأمريكية في أمريكا الوسطى والجنوبية. ً في Vanity Fair عام 1992، كاتبًا عشرة عواميد في السنة. غادر هيتشنز مجلة The Nation بعد اختلافه العميق مع مساهمين آخرين حول حرب العراق. هنالك تكهنات تقول أن هيتشنز كان مصدر إلهام لشخصية بيتر فالو في رواية مشعل الأباطيل لتوم وولف، ولكن يعتقد آخرون ومن ضمنهم هيتشنز نفسه أن مصدر الإلهام هو أنتوني هادين غيست من مجلة "Spy". في عام 1987 توفي والد هيتشنز بسبب سرطان الرئة، نفس المرض الذي سيسلب حياته لاحقًا. في أبريل 2007، أصبح هيتشنز مواطناً أمريكياً. وأصبح بعدها زميلًا إعلاميًا في مؤسسة هوفر في سبتمبر 2008. في مجلة Slate، غالبًا ما كتب تحت عمود الاخبار والسياسة.
عمل هيتشنز في بداية مسيرته المهنية مراسل خارجي في قبرص. ومن خلال عمله هنالك التقى بزوجته الأولى اليني مينياغرو، القبرصية اليونانية، والتي كان له معها طفلين، اليكسندر وصوفيا. ولد ابنه اليكسندر ميلياغرو هيتشنز عام 1984، وعمل باحثًا سياسيًا في لندن. استمر هيتشنر بكتابة المراسلات على غرار المقالات من العديد من الأماكن، بما في ذلك تشاد، وأوغندا. ومنطقة دارفور في السودان. في عام 1991، حصل على جائزة   Lannan Literary Award for Nonfiction.
التقى هيتشنز بكارول بلو في لوس انجليس عام 1989 وتزوجا في 1991. أطلق عليه هيتشنز حب من أول نظرة. في عام 1999، قدم هيتشنز وبلو، كلاهما منتقدين للرئيس كلينتون، شهادة خطية لمدراء محاكمة الحزب الجمهوري، متهمين فيها الرئيس كلينتون. أقسموا بان صديقتهم سيدني بلومنثال تتعرض للمطاردة من قبل مونيكا ليونسكي. تناقض هذا الإدعاء مع قسمها في المحكمة،  وأسفر هذا عن تبادل رأي عدائي بين هيتشنز وبلومنتال. بعدما نشرت بلومنثال كتابها حروب كلينتون، كتب هيتشنز العديد من القطع التي أتهم فيها بلومنتال بالتلاعب بالحقائق. أنهت هذه الحادثة صداقتهم وأشعلت أزمة شخصية لدى هيتشنز، الذي تعرض إلى انتقاد حاد من أصدقاءه لما رأوه من أفعال سياسية معيبة وساخرة.
قبل التحول السياسي لهيتشنز، قال المؤلف والمجادل الأمريكي غور فيدال أن هيتشنز هو «دوفينه» أو «وريثه». في عام 2010، هاجم هيتشنز فيدال في مقال نشر على Vanity Fair كان عنوانها «Vidal loco»، قائلًا عنه معتوه لتبنيه نظرية مؤامرة الحادي عشر من سبتمبر. على ظهر مذكرات هيتشنز Hitch-22، بين المديح من شخصيات بارزة، إقرار فيدال بان هيتشنز هو خليفته شُطِّبَت باللون الأحمر وكتب عليها «NO, C.H». تأييد هيتشنز القوي للحرب على العراق جعله يكسب جمهور قراء كبير، وفي سبتمبر 2005 حل خامسًا في قائمة أفضل مئة مفكر التي تمت من قبل مجلة  Foreign Policy وProspect. صنف تصويت تم على الإنترنت المئة مفكر، ولكن أشارت المجلة إلى أن تصنيف هيتشنز في المرتبة الخامسة ونعوم تشومسكي في المرتبة الأولى وعبد الكريم سروش في المرتبة الخامسة عشر كان جزئيًا بسبب ترويج مناصريهم للتصويت. استجاب هيتشنز لاحقًا لتصنيفه ببعض المقالات حول وضعه على هذا النحو..
ترك هيتشنز الكتابة لمجلة The Nation بعد هجمات الحادي عشر من سبتمبر، مشيرًا إلى أن المجلة وصلت إلى موقع «أصبح فيه جون اشكروفت يمثل خطرًا أكبر من أسامة بن لادن.»  كانت هجمات الحادي عشر من سبتمبر «مبهجة» بالنسبة له، مؤدية إلى معركة «بين كل شيء احبه وكل شيء أكرهه» وتعزيز احتضانه لسياسة خارجية تداخلية تحدت «الفاشية بوجه إسلامي». دعمت العديد من مقالاته الافتتاحية حرب العراق، وهو الأمر الذي جعل البعض يصفوه بانه محافظ، على الرغم من ان هيتشنز أكد انه «ليس محافظًا من أي نوع» ووصفه صديقه ايان مكايوان بانه يمثل اليسار المعادي للشمولية. يذكر هيتشنز في مذكراته انه «دُعي من قبل بيرنارد-هينري ليفي لكتابة مقال عن المراجعات السياسية لمجلته La Regle du Jeu. كان للمقال عنوان ساخر جزئيًا: 'هل من الممكن ان يصبح الشخص محافظ جديد' تم تغيير العنوان من قبل المحررين وأصبح العنوان الذي نشر على الغلاف 'كيف أصبحت من المحافظين الجدد'. ربما كان هذا مثالًا على المبدأ الديكارتي على عكس المبدأ التجريبي الإنجليزي: لقد تقرر انه من الواضح انني ما كنت افكر فيه فقط.» في مقابلة مع شبكة BBC قال انه «لا يزال يعتقد انه ماركسيًا» واعتبر نفسه «يساريًا».
في عام 2007، فاز عمل هيتشنز الذي كتبه لVanity Fair بجائزة National Magazine Award في فئة «عواميد وتعليقات». ووصل إلى النهائيات في نفس الفئة عام 2008 لبعض عواميده في مجلة Slate ولكنه خسر لمات تايبي في مجلة  Rolling Stone. وفاز بجائزة National Magazine Award لعواميده عن السرطان عام 2011. [61][62]كما خدم في المجلس الاستشاري لائتلاف العلمانية في أمريكا وقدم المشورة إلى الائتلاف بشأن قبول وضم اللاإلوهية في الحياة الأمريكية. في ديسمبر 2011، قبل موته، سُمِّيَ الكويكب 57901 Hitchens  على اسمه.

## حياته الخاصة

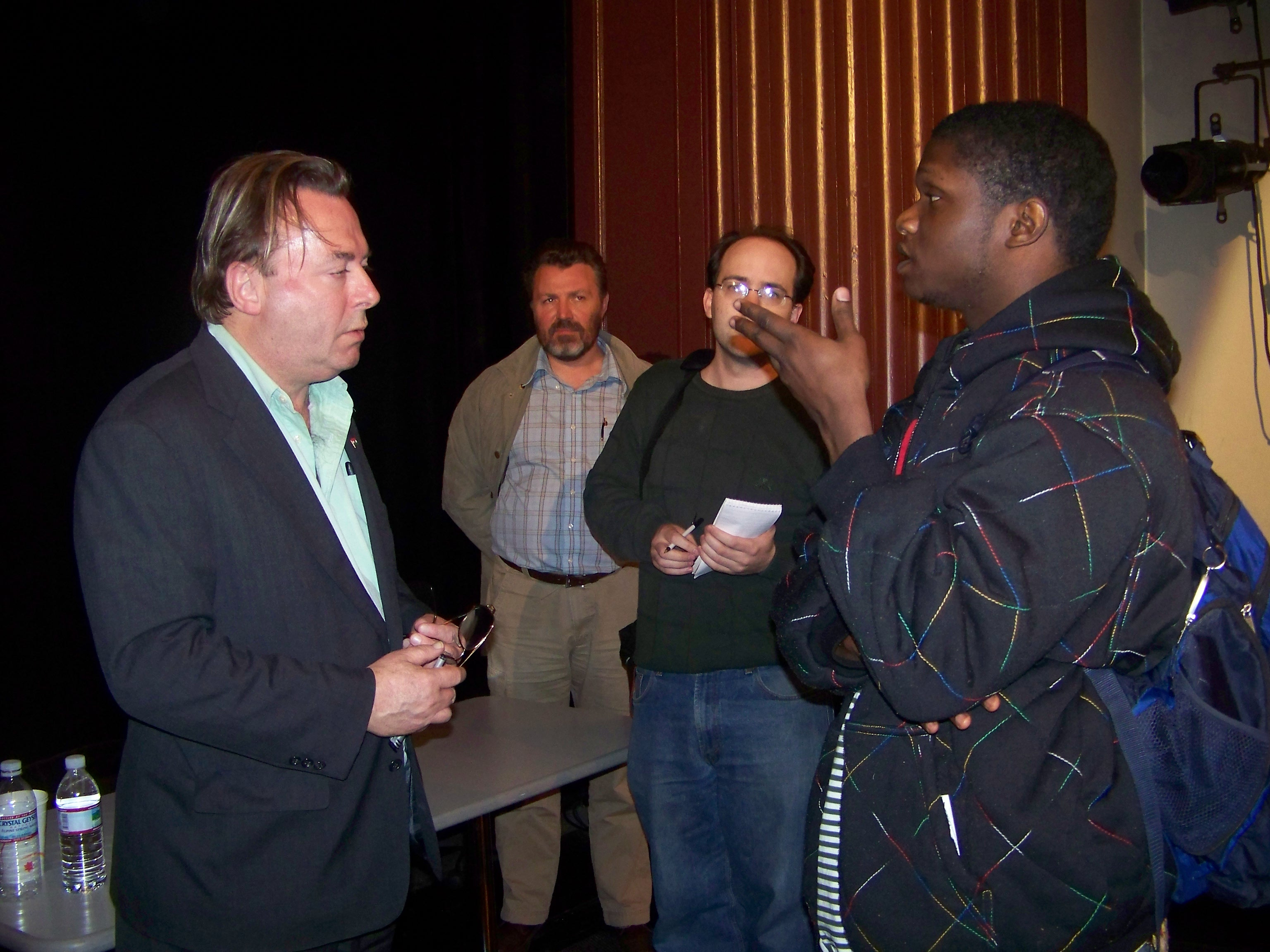
هيتشنز وهو يناقش أحد الحضور بعد ندوة حوارية بكلية نيوجيرسي في شهر مارس من عام 2009

### ردود الأفعال على وفاته

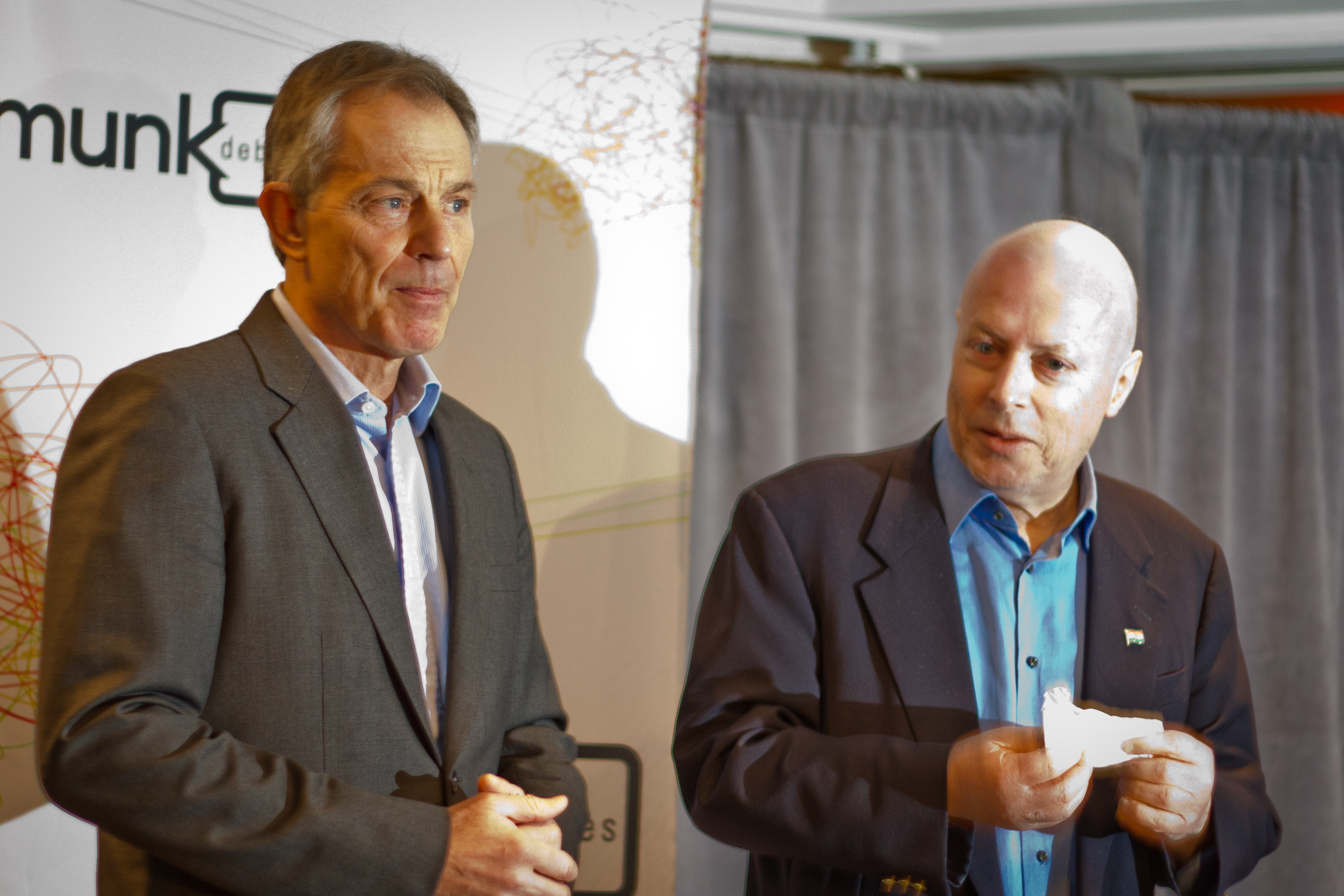
هيتشنز ورئيس الوزراء البريطاني السابق توني بلير في «مناظرة مونك» حول الدين بمدينة تورنتو الكندية (نوفمبر 2010)